# Róża wieczniezielona

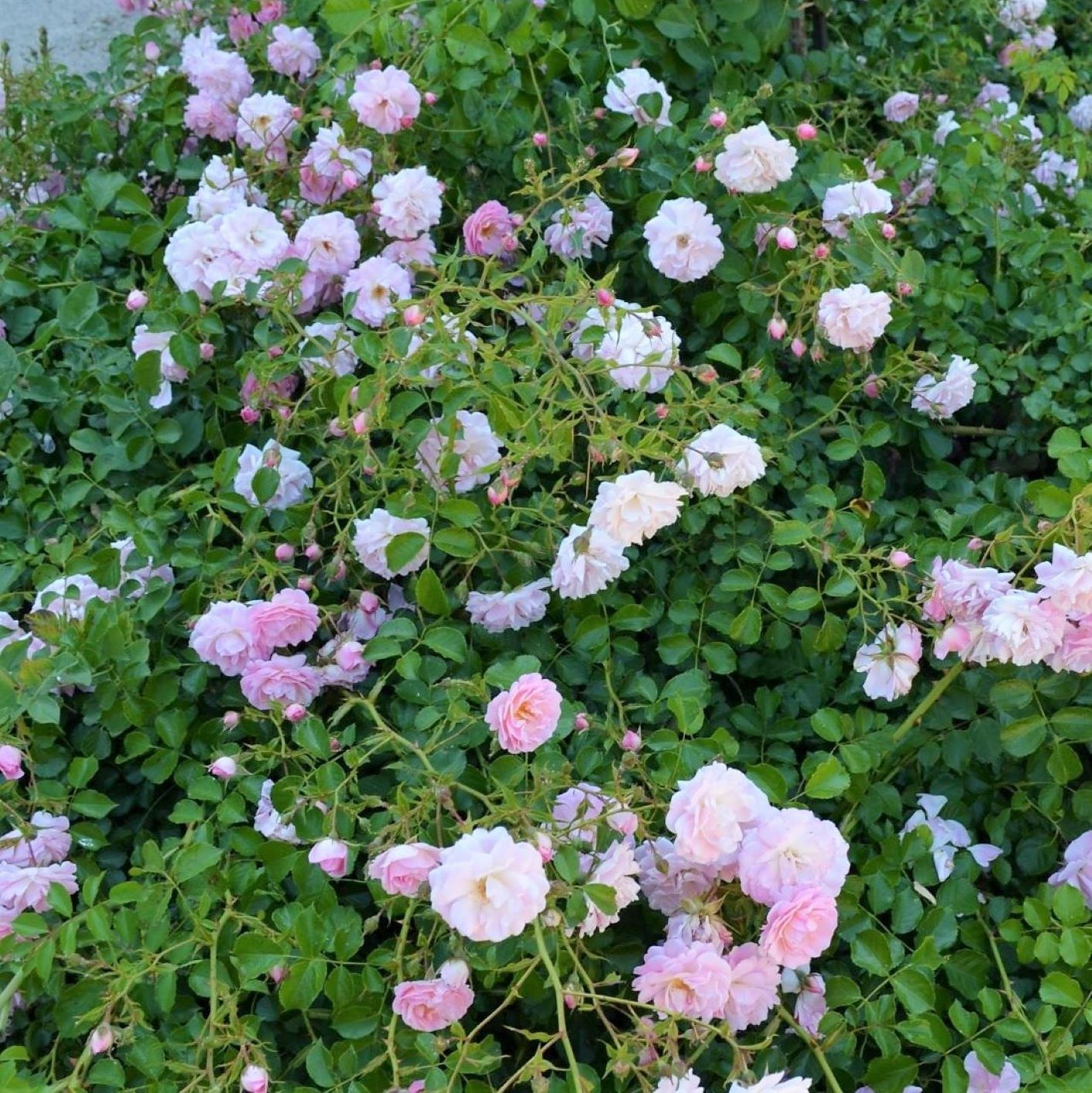
Odmiana grupy Sempervirens Hybrids – 'Félicité et Perpétue'

Róża wieczniezielona (Rosa sempervirens L.) – gatunek krzewu z rodziny różowatych. Występuje na wyspach Morza Śródziemnego i jego północnych wybrzeżach od północno-zachodniej Turcji po Hiszpanię, poza tym w Portugalii i dalej na północ wzdłuż wybrzeży atlantyckich do 47° szerokości geograficznej północnej we Francji. Obecny jest także w północno-zachodniej Afryce – od Tunezji po Maroko. Jest składnikiem  wieczniezielonej makii. 
Jako gatunek introdukowany i zdziczały rośnie w USA (Kalifornia i Massachusetts), w Nowej Zelandii.
Gatunek uprawiany jest jako ozdobny i wykorzystywany do krzyżowania i tworzenia odmian ozdobnych róż.

## Morfologia
PokrójKrzew o pędach osiągających do 10 m długości, pełzających lub wspinających się. Kolce rzadkie, sierpowate, wyjątkowo też igiełkowate.
LiścieZimozielone, pierzastozłożone z 5 listków (rzadko 3 lub 7). Przylistki u nasady liści wąskie z wolnymi, długimi uszkami na końcach. Osadka kolczasta i ogruczolona. Blaszka liści skórzasta i połyskująca z wierzchu, żywozielona, obustronnie naga. Listki jajowate do lancetowatych, zaostrzone na wierzchołku, u nasady zaokrąglone lub klinowate, na brzegu pojedynczo piłkowane.
KwiatyZebrane w liczbie od 3 do 7 w kwiatostany, rzadziej pojedyncze. Osadzone są na ogruczolonych szypułkach osiągających do 7 cm długości. Działki kielicha na stronie odosiowej ogruczolone, jajowate, zwykle odgięte do dołu. Koronę kwiatu tworzy 5 białych płatków. Dysk na szczycie hypancjum płaski lub stożkowaty, przez wąskie orficjum wystają zrośnięte w długą kolumienkę owłosione szyjki słupków.
OwoceNiełupki zebrane wewnątrz czerwonych lub pomarańczowoczerwonych, ogruczolonych owoców pozornych (szupinkowych) o kształcie kulistym lub szerokojajowatym. Owoc pozorny zwieńczony jest odgiętymi w dół działkami kielicha.

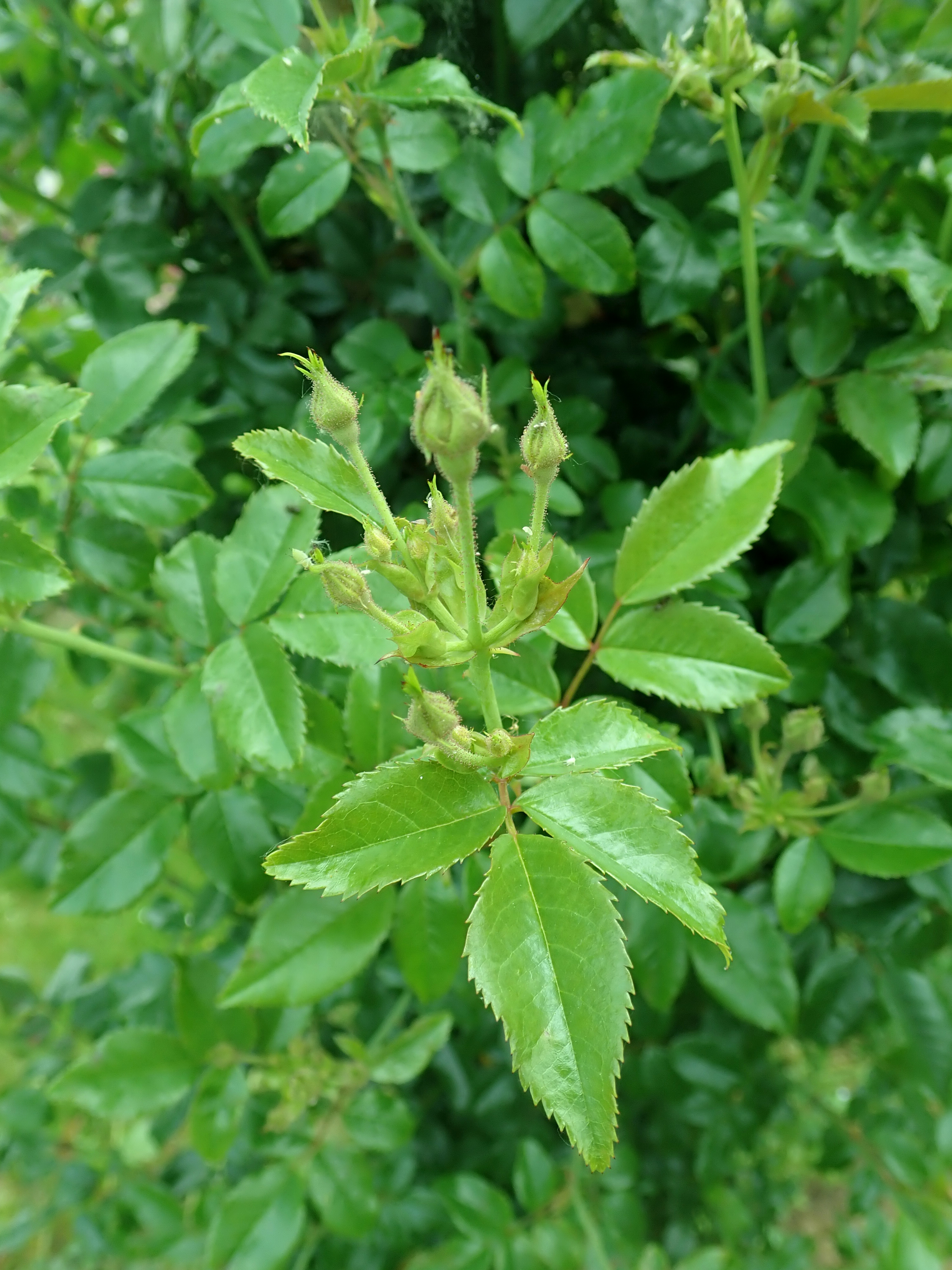
Pąki kwiatowe
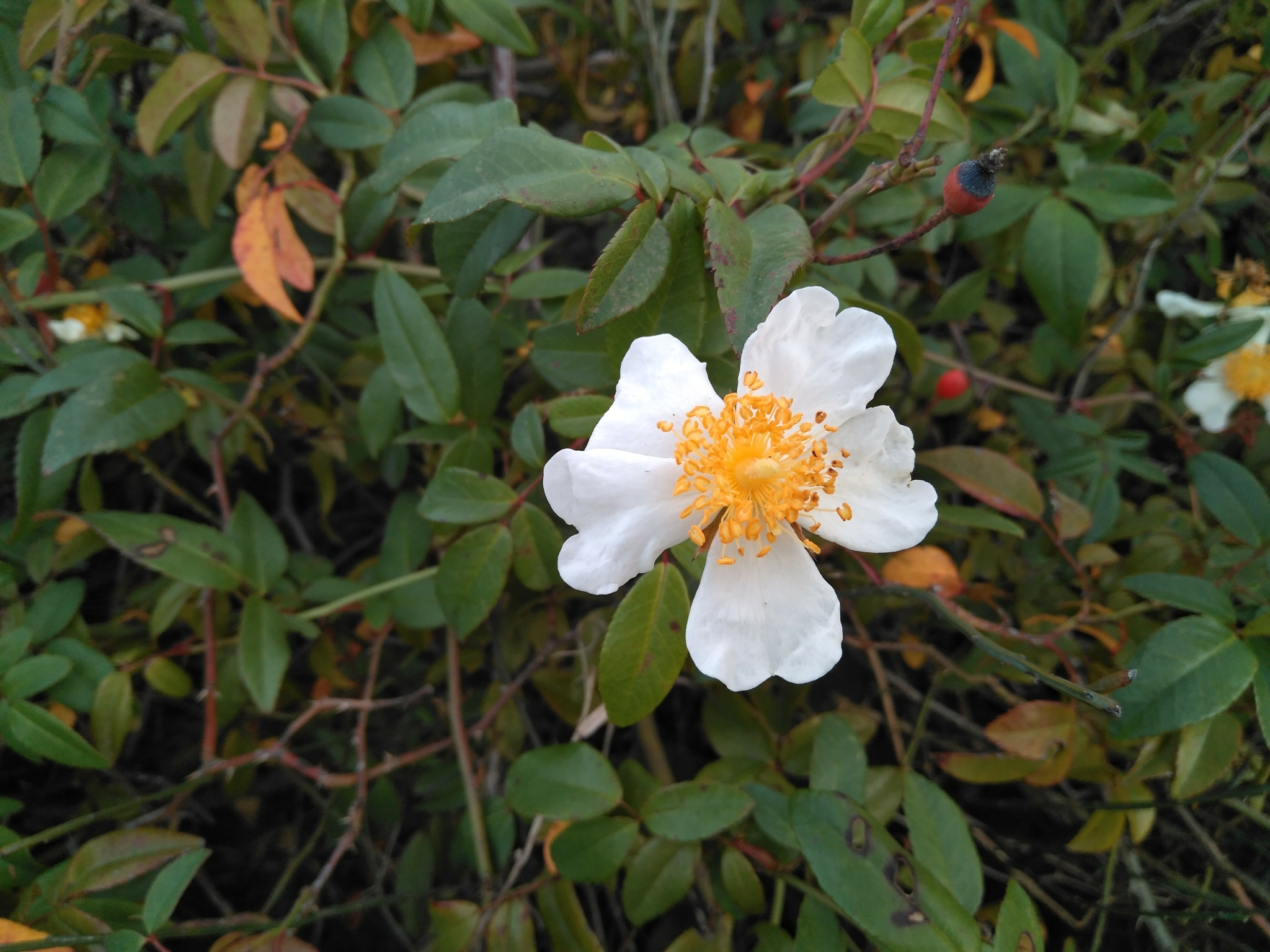
Kwiat
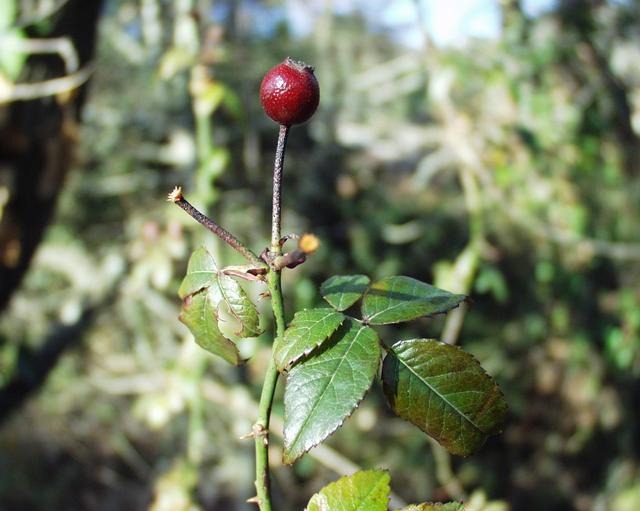
Owoc
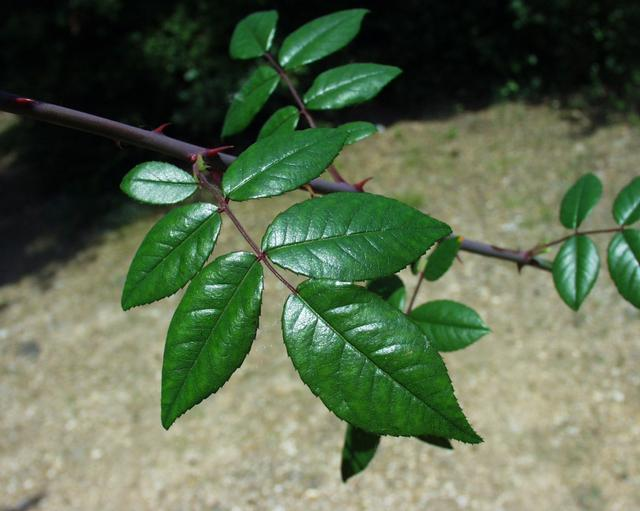
Liść

Gatunki podobnePołudniowoeuropejska róża polna R. arvensis ma liście cienkie, opadające zimą, listki na brzegach są owłosione i mają nie więcej jak 19 ząbków (u r. wieczniezielonej ponad 20), działki nie ogruczolone. We wschodniej części basenu Morza Śródziemnego rośnie róża fenicka R. phoenicia z bujniejszymi kwiatostanami (ponad 10 kwiatów) i pierzasto podzielonymi działkami kielicha.

## Biologia i ekologia
Kwitnie w maju i czerwcu. Rośnie w zaroślach zwykle na terenach niżej położonych, w rejonie wybrzeży, zwykle do 500 m n.p.m. Rzadko sięga wyżej, np. na Półwyspie Apenińskim do 1300 m n.p.m., w Alpach do 930 m n.p.m.
Liczba chromosomów 2n = 14.

## Systematyka
Gatunek jest blisko spokrewniony z także rosnącą w Europie różą pnącą R. arvensis (do tego stopnia, że oba taksony, zwłaszcza wobec ich zmienności, bywają trudne od odróżnienia). Oba te gatunki reprezentują sekcję Synstylae z podrodzaju Rosa i rodzaju róża Rosa.

## Zastosowanie
Gatunek sam w sobie uznawany jest za bardzo ozdobny i jako taki uprawiany, ale przede wszystkim wykorzystywany jest w celu krzyżowania i uzyskiwania odmian uprawnych róż. M.in. Henri Antoine Jacques, twórca wielu odmian róż burbońskich, krzyżował je także z różą wieczniezieloną. Uzyskał on m.in. odmianę 'Félicité Perpétue' (znaną też jako 'Félicité et Perpétue'), wykorzystywaną z kolei później do tworzenia kolejnych róż okrywowych. Grupa odmian utworzona z udziałem róży wieczniezielonej określana jest mianem Sempervirens Hybrids (odmiany róży wieczniezielonej). Odegrały one istotną rolę dla tworzenia grupy róż pnących. Po róży wieczniezielonej odmiany dziedziczą łagodny, słodki zapach przypominający aromat kwiatów lip.

Róże odmian Sempervirens Hybrids
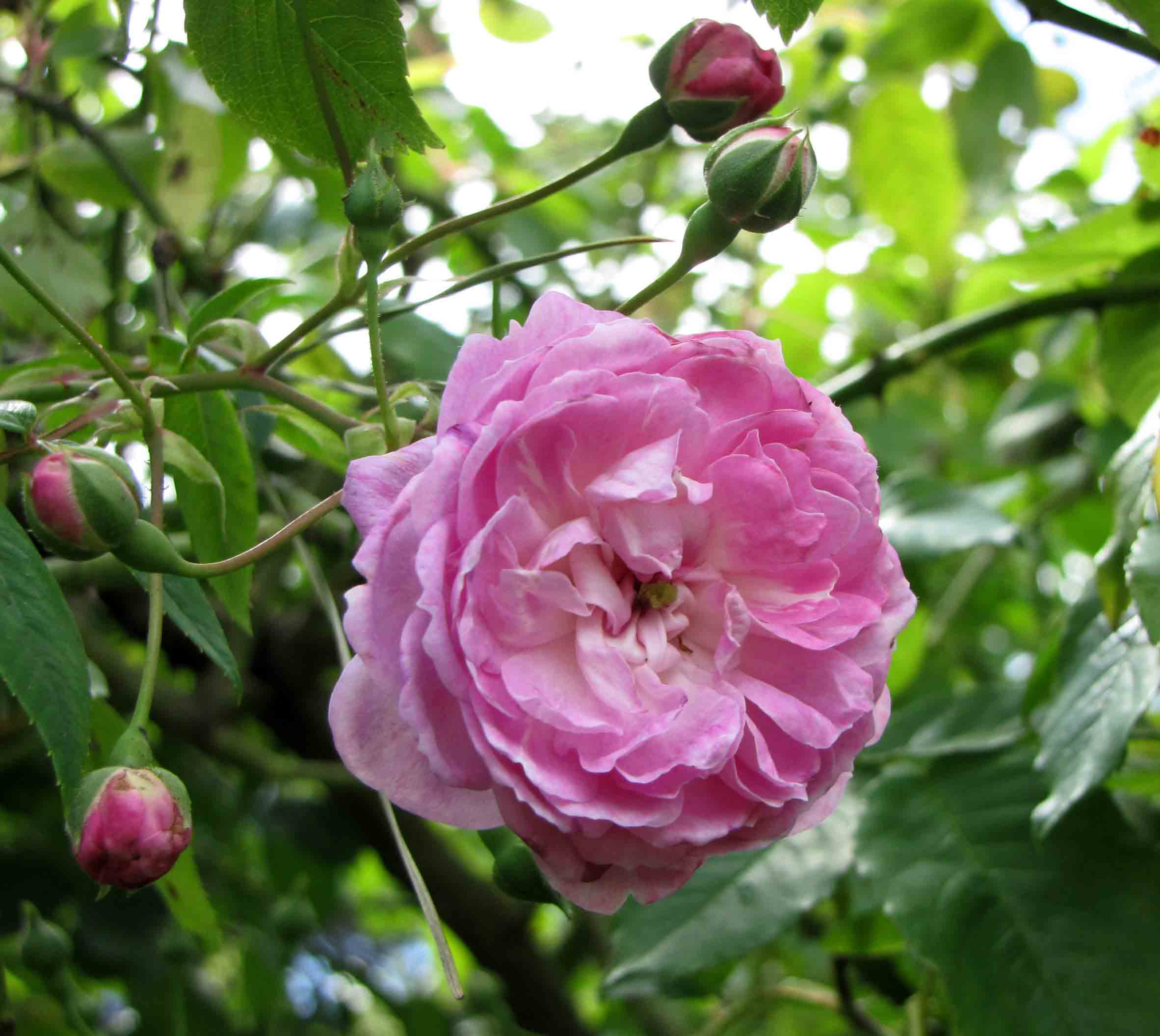
'Spectabilis'
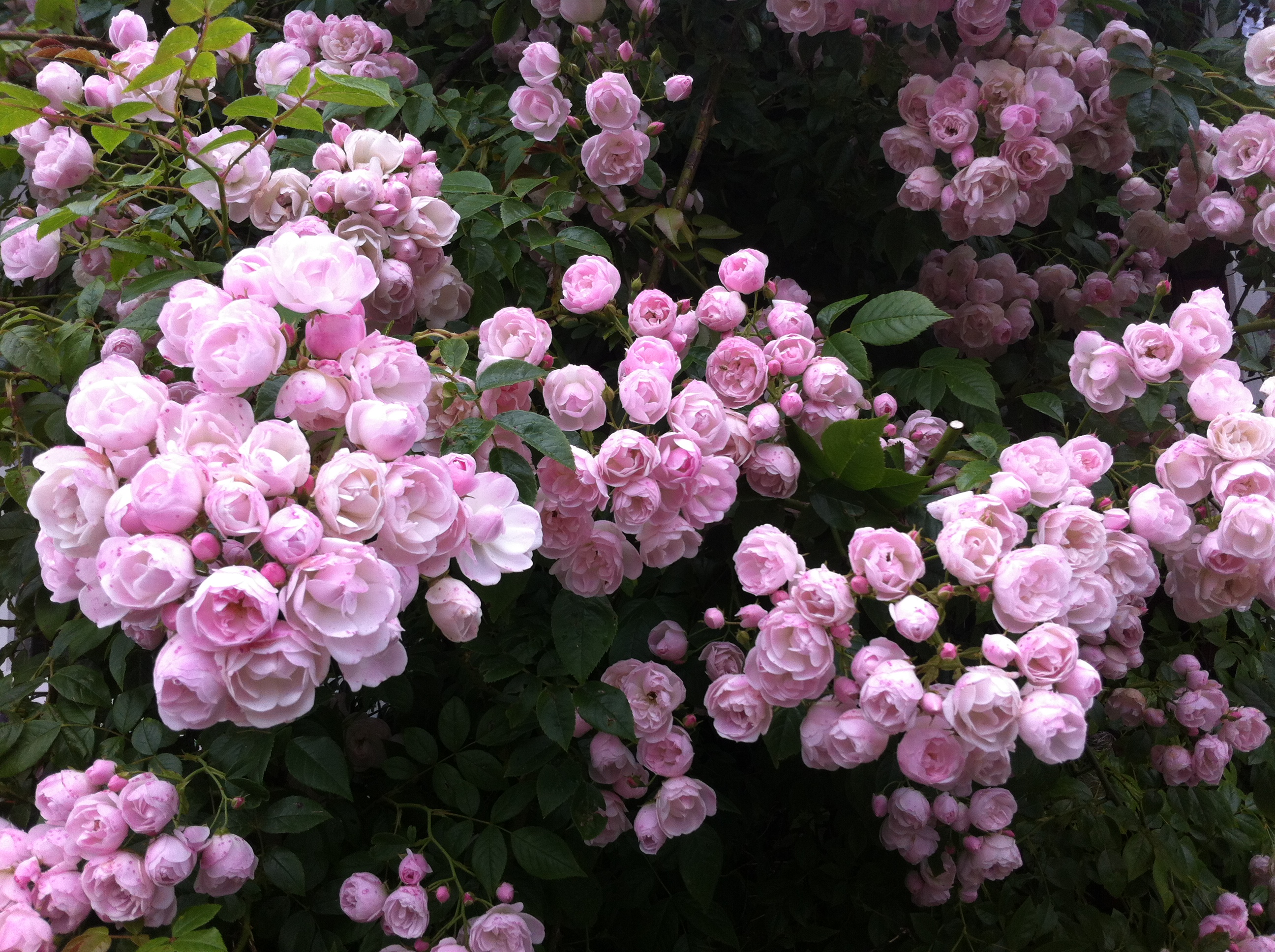
'Princesse Marie'
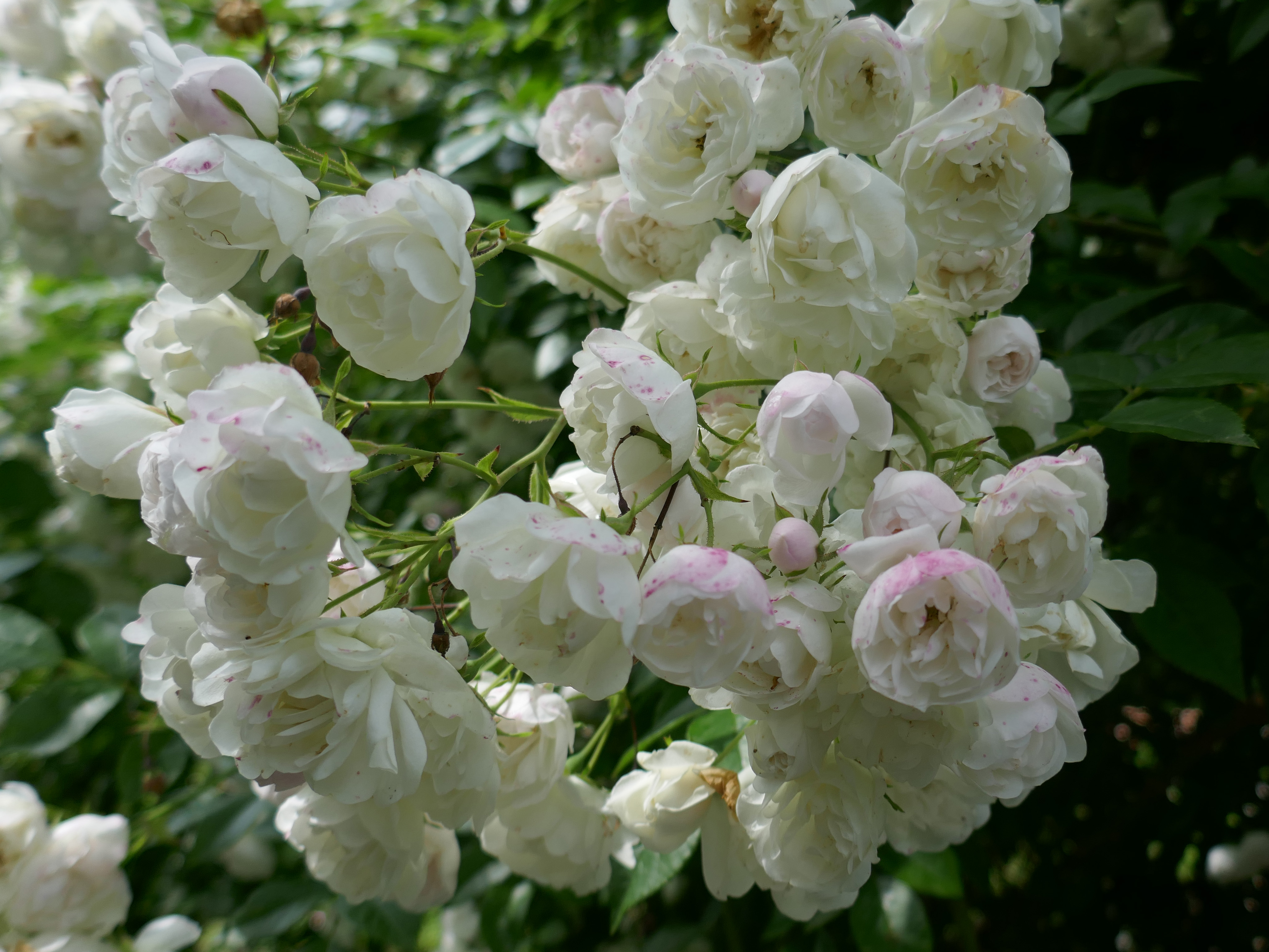
'Princesse Louise'
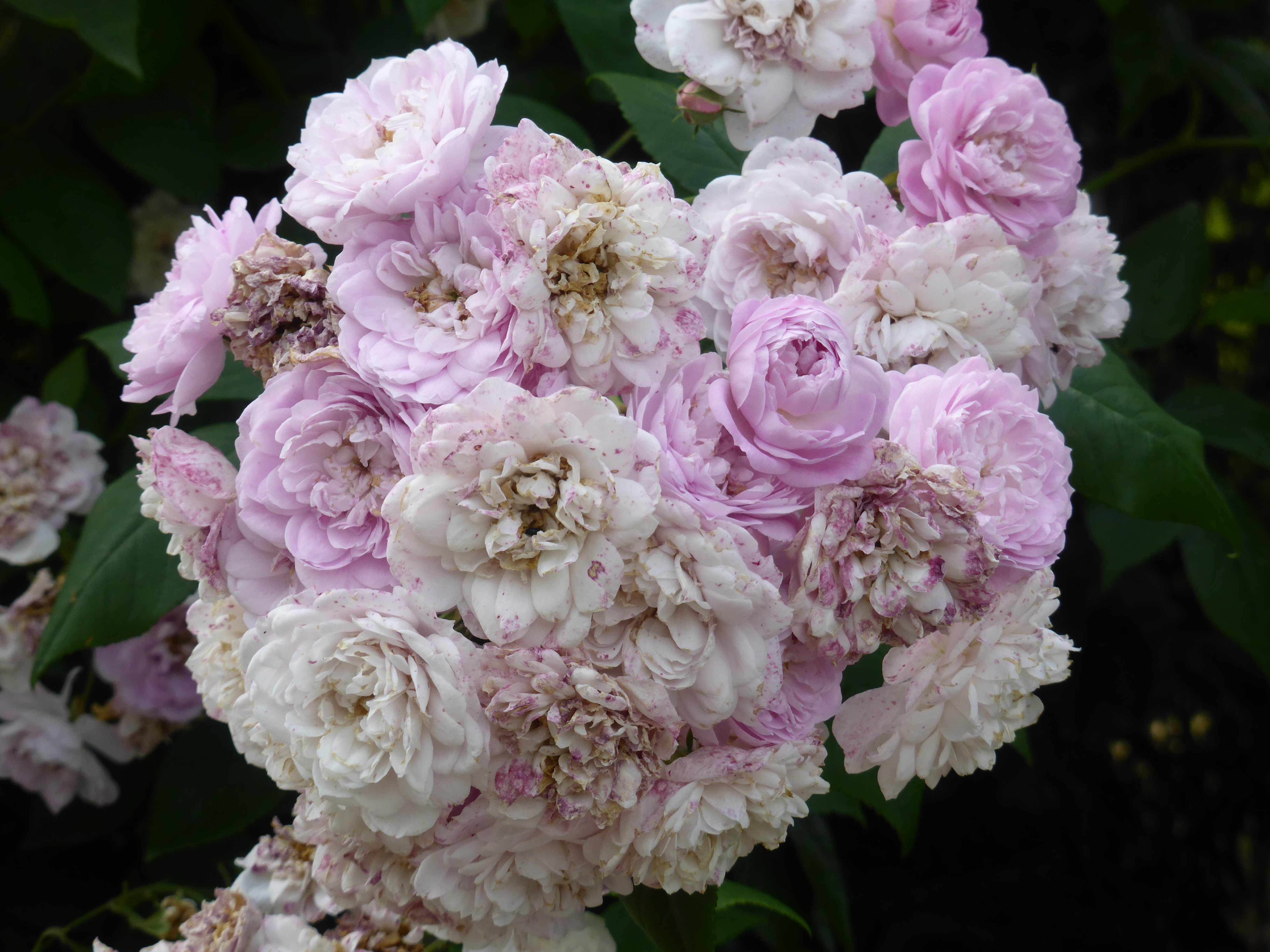
'Laure Davoust'